# Papillon
Papillon (que en francés significa mariposa) es el título de una novela autobiográfica, publicada en 1969, del francés Henri Charrière.

## Sinopsis
El protagonista, que se apoda Papillon, es condenado a trabajos forzados en la isla del Diablo, a 11 km de la Guayana francesa, por un crimen que no cometió. La trama gira en torno a los intentos de fugarse que realiza Papillon y su definitiva fuga en 1941.

## Secuela
Existe una segunda parte llamada Banco en la cual se relata el camino que recorrió el autor desde que fue liberado definitivamente en América hasta que llegó a la masividad literaria, recorriendo caminos azarosos y muchas veces tan peligrosos como el mismo presidio.

## Impacto
Aunque se pone en duda su veracidad, es interesante la vívida descripción de las inhumanas condiciones que padecen los reclusos. La novela fue un best-seller.
Tanto la novela como la película pueden considerarse obras de denuncia, ya que al tiempo que descubren las entrañas del sistema penitenciario de las colonias francesas, muestran algunos aspectos crudos y tortuosos del trato a los prisioneros, de las torturas, además del esfuerzo que el espíritu humano, en este caso representado por el mismo Papillon, hace por adaptarse a un medio altamente hostil, que ofrece pocas posibilidades a la supervivencia, un ambiente aislado del mundo, en cárceles subhumanas con celadores insensibles y crueles. Pero sobre todo, es de destacarse la persistencia por alcanzar la libertad, por defender el poco de dignidad humana que puede conservarse en la cárcel, incluso exponiendo la vida a cambio de ella. Todo esto en su conjunto explicaría el éxito de la novela y la película.

## Adaptaciones
- Papillon (1973), película dirigida por Franklin J. Schaffner
- Papillon (2017), película dirigida por Michael Noer, basada en las novelas Papillon y Banco